# Феолипт Филадельфийский
Феолипт Филадельфийский (греч. Θεόληπτος Φιλαδελφείας; ок. 1252, Никея — ок. 1325) — митрополит Филадельфийский, святой Православной церкви, почитается в лике святителей, память совершается в первую неделю (воскресение) по неделе всех святых.

## Жизнеописание
Родился в Никее, вступил в брак и был рукоположён во диакона. В 1277 году после обнародования императорского указа о Лионской унии встал на защиту Православия и, спасаясь от гонений, ушел на Афон, где принял монашеский постриг и подвизался в окрестностях Кареи. Там благодаря своей добродетельной жизни стал наставником Григория Паламы. Был разыскан на Афоне и приведен к императору. За отказ признать унию Феолипта заключили в тюрьму. Через некоторое время он был отпущен и возвратился в Никею, где убедил свою жену принять постриг. Сам он поселился в окрестностях города и продолжил своё духовное совершенствование.
В 1283 году Феолипт был рукоположен во епископа и назначен на Филадельфийскую митрополию. Это было связано с отменой императором Андроником Лионской унии и смещением с церковных постов всех её сторонников. В 1310 году возглавил оборону Филадельфии от турок и достиг победы пойдя на переговоры с ними.
Феолипт был духовником монахини Ирины-Евлогии Хумнены бывшей невесткой императора. Её муж скончался когда Ирине было 16 лет и она приняла постриг. Феолипт окормлял её, а также монастырь, в котором Евлогия стала игуменьей — обитель человеколюбца Спаса.
Сочинения святителя Феолипта вошли в состав «Добротолюбия» и в 143 том Patrologia Graeca.

## Труды Феолипта
переводы на русский язык
- Феолипт Филадельфийский, святитель. Антиарсенитские трактаты / Пер. с др.-греч., примеч. А. А. Пржегорлинского // Мир Православия: Сб. ст. Волгоград: Изд-во ВолГУ, 2004. Вып. 5. С. 134—163.
- Феолипт Филадельфийский. Послания к монахине Евлогии / Пер. с греч., предисл. А. И. Сидорова // Альфа и Омега. 2000. № 3 (25). С. 89-114.
- Феолипт Филадельфийский, святитель. Оглашения / пер. А. Сидорова // Альфа и Омега. 2005. № 3 (44). С. 54-56.
- Феолипт Филадельфийский, святитель. Оглашения / пер. А. Сидорова // Альфа и Омега. 2006. № 1 (45). С. 59-73.
- Феолипт Филадельфийский, святитель. Оглашения / пер. А. Сидорова // Альфа и Омега. 2006. № 2 (46). С. 49-62.
- Феолипт Филадельфийский, святитель. Оглашения / пер. А. Пржегорлинского, А. Сидорова // Альфа и Омега. 2006. № 3 (47). С. 54-65.
- Феолипт Филадельфийский, святитель. Увещания / пер. А. Сидорова // Альфа и Омега. 2009. № 1. (54). С. 54-66.
- Слово святителя Феолипта Филадельфийского (MD 16) (О крестной Жертве Иисуса Христа). Пер. с др.-греч. священника Альвиана Тхелидзе // Богослов.ru